# حالة ناشئة (كيمياء)
الحالة الناشئة  أو حالة النشوء في الكيمياء هي نظرية متقادمة كانت فيما سبق تستخدم للإشارة إلى شكل من أشكال الذي يتخذه العنصر الكيميائي (و أحياناً المركبات الكيميائية) عند لحظة التشكل وخاصة للعناصر اللافلزية الغازية مثل الهيدروجين (Hnasc) أو الأكسجين (Onasc) أو الكلور (Clnasc) أو البروم (Brnasc).
طور مبدأ الحالة الناشئة لشرح وتفسير الملاحظات المسجلة عند مراقبة الغازات، حيث وجد أنها الغازات المتشكلة في الموقع تكون ذات فعالية ونشاط كيميائي أكبر من الأنواع الكيميائية ذاتها التي تكون مخزنة لفترة من الزمن. استخدم جوزيف بريستلي هذا المصطلح لأول مرة حوالي سنة 1790، ثم قام أوغست لورين Auguste Laurent بنشر هذه النظرية أواسسط القرن التاسع عشر. تم الافتراض في أوائل القرن العشرين أن النشاط الكيميائي المرتفع للأنواع الكيميائية الوليدة حديثاً يعود التوزع المثالي للجزيئات، وليس لكونها ذرات حرة.
بقيت النظرية على قيد الحياة إلى أن تضاءلت أهميتها منذ أواسط القرن العشرين. في مقالة مراجعة نشرت سنة 1990 ورد أن المصطلح لا يزال مستخدماً في بعض الكتب الكيميائية، ولكن على نطاق ضيق.